# Otto Rüfenacht
Otto Rüfenacht (ur. 27 października 1919, zm. 1 listopada 1982) – szwajcarski szpadzista, brązowy medalista igrzysk olimpijskich.
Na igrzyskach olimpijskich w Londynie w 1948 roku był piąty w zawodach drużynowych. Na rozgrywanych cztery lata później igrzyskach olimpijskich w Helsinkach Szwajcarzy w składzie: Otto Rüfenacht, Paul Meister, Oswald Zappelli, Mario Valota, Willy Fitting i Paul Barth zajęli trzecie miejsce w szpadzie drużynowej, po porażce w rundzie finałowej z reprezentacjami Włoch i Szwecji oraz zwycięstwie nad zespołem z Luksemburga. Został zgłoszony do startu w zawodach indywidualnych, jednak ostatecznie nie wystąpił.
Nie zdobył medalu mistrzostw świata.